# Michael Allenby, 3. Viscount Allenby
Michael Jaffray Hynman Allenby, 3. Viscount Allenby (* 20. April 1931 in London; † 3. Oktober 2014 in Hampshire) war ein britischer Adliger, Politiker und Offizier.

## Leben
Er war der Sohn des Dudley Allenby, 2. Viscount Allenby, aus dessen erster Ehe mit Gertrude Champneys. Er besuchte das Eton College und absolvierte eine Kadettenausbildung am Royal Military College Sandhurst. Anschließend trat er 1951 als Second Lieutenant des 11th Regiment of Hussars (Prince Albert's Own) in die British Army ein.
1953 zum Lieutenant befördert war er von 1953 bis 1956 zur Bekämpfung kommunistischer Guerilla in British Malaya („Malayan Emergency“) eingesetzt. 1957 zum Captain befördert, diente er von 1957 bis 1958 als Aide-de-camp des Gouverneurs von Zypern. 1964 wurde er zum Major befördert und war während der dortigen Unruhen von 1967 bis 1969 Brigade Major (Chef des Stabes) der 51st Brigade in der Kronkolonie Hongkong. 1974 stieg er in den Rang eines Lieutenant-Colonel des Royal Armoured Corps auf und war von 1974 bis 1977 Kommandant des Großverbandes des britischen Territorialheeres (Territorial Army) Royal Yeomanry. Von 1977 bis 1979 war er als Generalstabsoffizier und Ausbilder am Nigerian Staff College in Kaduna in Nigeria eingesetzt.
Beim Tod seines Vaters, Dudley Allenby, 2. Viscount Allenby, erbte er 1984 dessen Adelstitel als Viscount Allenby und wurde dadurch Mitglied des House of Lords. Im Parlament schloss er sich der parteilosen Fraktion der Crossbencher an. Lord Allenby war von 1997 bis 1999 stellvertretender Sprecher (Deputy Speaker) des Oberhauses. Im Rahmen des House of Lords Act 1999 gehörte er zu denjenigen erblichen Peers, die gewählt wurden, ihren Sitz im Oberhaus zu behalten.
Er war Förderer einer britisch-israelischen Gesellschaft und förderte Ausgrabungen in Megiddo, wo sein Großonkel Edmund Allenby, 1. Viscount Allenby 1918 eine Schlacht im Ersten Weltkrieg gewann.
Aus seiner 1965 geschlossenen Ehe mit Sara Margaret Wiggin (* 1942) hinterließ er einen Sohn, Henry Jaffnay Hynman Allenby (* 1968), der ihn bei seinem Tod, 2014, als 4. Viscount Allenby beerbte.